# Spoorlijn Bodenburg - Elze
De spoorlijn Bodenburg - Elze is een Duitse spoorlijn in Nedersaksen en is als spoorlijn 1821 onder beheer van DB Netze.

## Geschiedenis
Het traject werd geopend tussen 1900 en 1901. Tussen Bodenburg en Gronau heeft tot 1966 personenvervoer heeft plaatsgevonden. Tussen Gronau en Elze tot 1980. Goederenvervoer tussen Bodenburg en Gronau is opgeheven tussen 1970 en 1974, tussen Gronau en Elze in 1994.
Thans is het oostelijke gedeelte tussen Bodenburg en Sibesse in gebruik als museumlijn. De rest is volledig opgebroken. 

## Aansluitingen
In de volgende plaatsen is of was er een aansluiting op de volgende spoorlijnen:
Bodenburg
DB 1822, spoorlijn tussen Bad Gandersheim en Groß Düngen
Elze
DB 1732, spoorlijn tussen Hannover en Göttingen
DB 1820, spoorlijn tussen Elze en Löhne